# FV 432-pantserinfanterievoertuig

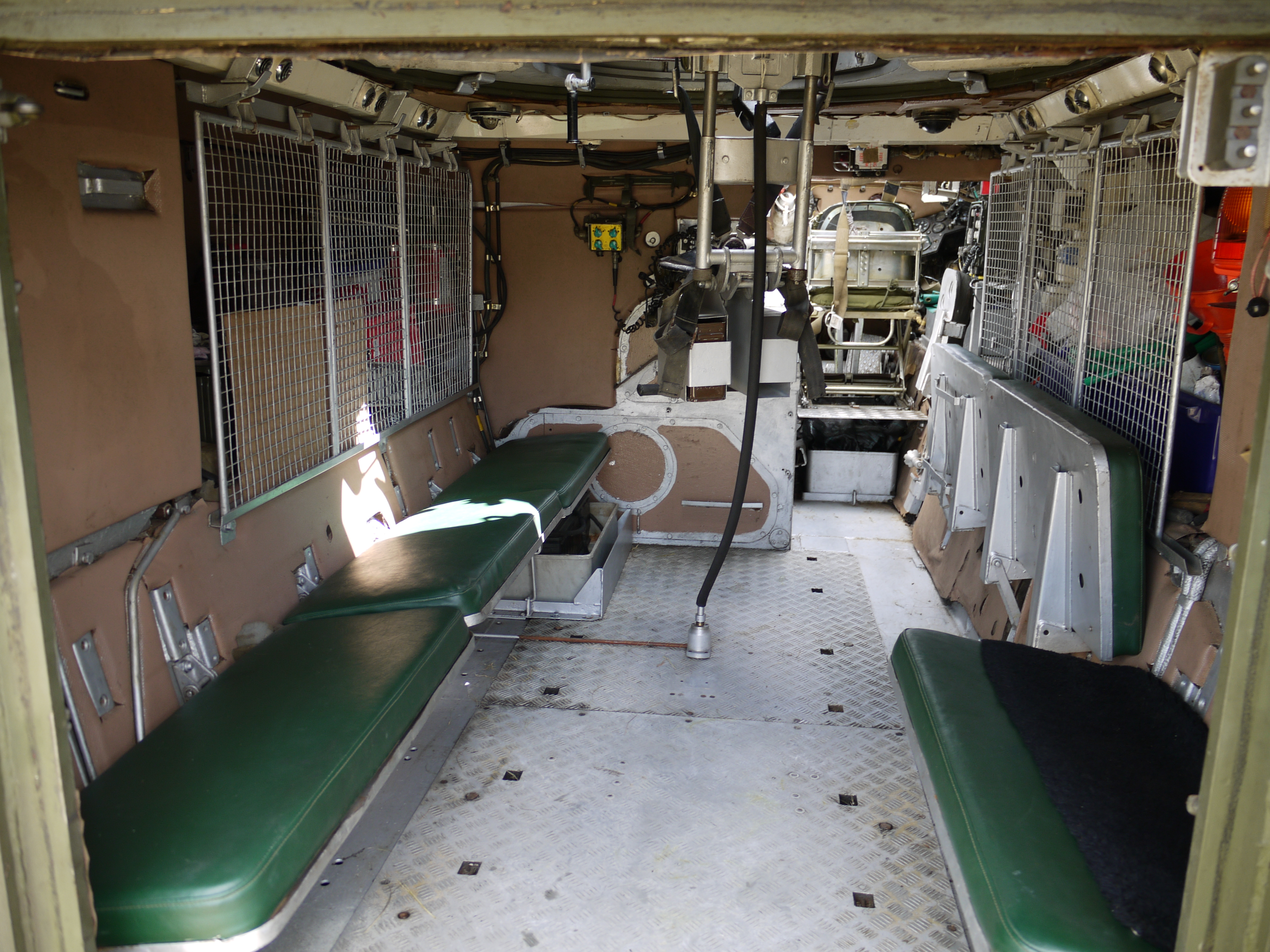
Interieur foto FV 432

De FV 432-pantserinfanterievoertuig is een pantserinfanterievoertuig ontwikkeld door GKN Sankey in het Verenigd Koninkrijk.

## Geschiedenis
Het eerste prototype van de FV 432 was in 1961 klaar. Het eerste voertuig van deze serie was de eerdere FV 431, maar die was niet in productie genomen omdat er geen behoefde was aan een gepantserd vrachtvoertuig. In 1962 kreeg GKN Sankey het contract voor massaproductie van de FV 432. In 1963 kwamen de eerste FV 432's in dienst van het Britse leger om de Humber Pig en Alvis Saracen geleidelijk aan te vervangen. In 1966 verscheen de eerste type Mk 2.

## Beschrijving
De FV 432 is in principe doosvormig en heeft een geheel gelaste constructie. Het pantser van de voertuigen is bestand tegen kogels en granaatscherven. De chauffeur zit rechts voorin en heeft een groothoekperiscoop in zijn luik. De voertuigcommandant/schutter bevindt zich achter de chauffeur en heeft een commandotoren die 360° draaibaar is, met daarop een affuit voor een 7,62mm MVAD-mitrailleur aan de voorkant. Naast hen aan de linkerkant zit de motorruimte. Achter hen is ruimte voor 10 man volledig bewapende infanterie. Boven deze ruimte zit een groot rond luik.
Er waren drie hoofdtypes van de FV 432. De Mk 1 werd aangedreven door een Rolls-Royce B81 achtcillinder 169 kW/240 pk benzinemotor. De Mk 2 had een meerbrandstofdieselmotor, waardoor zijn betrouwbaarheid en actieradius groter werden. Het laatste type was de 2/1 met een verbeterd uitlaatsysteem en verbeterde motorruimte.